# Daukszyszki II
Daukszyszki II – dawna wieś, obecnie część Dejlidek na Białorusi, w obwodzie grodzieńskim, w rejonie smorgońskim, w sielsowiecie Soły.

## Historia
W czasach zaborów wieś w gminie Soły, w powiecie oszmiańskim, w guberni wileńskiej Imperium Rosyjskiego. W 1905 roku liczyła 41 mieszkańców, 35 dziesięcin, własność Piotrowicza.
Po I wojnie światowej pod administracją polską, w Zarządzie Cywilnym Ziem Wschodnich. W latach 1920–1922 w składzie Litwy Środkowej.
Od 11 kwietnia 1922 wieś leżała w Polsce, w województwie wileńskim, w powiecie oszmiańskim, w gminie Soły.
W 1931 w 11 domach zamieszkiwało 71 osób.
Wierni należeli do parafii rzymskokatolickiej w Daukszyszkach. Miejscowość podlegała pod Sąd Grodzki w Oszmianie i Okręgowy w Wilnie; właściwy urząd pocztowy mieścił się w Sołach.